# 维也纳嘉布遣会教堂
维也纳嘉布遣会教堂（又译“卡普齐纳教堂”；德语：Kapuzinerkirche）包括奥地利首都维也纳的天主教教堂天使之后教堂和嘉布遣会修道院，位于市中心霍夫堡皇宫东面不远处的新集市广场，面向东南方，长35米，宽16米，兴建于1617年，1632年祝圣。
嘉布遣会教堂的地窖有哈布斯堡王朝的皇家墓穴（德语：Kaisergruft，也称为Kapuzinergruft）。自1633年以来，皇家墓穴一直是哈布斯堡王朝成员入葬的主要场所。葬有145位哈布斯堡王室成员的遗体，外加装有四颗心或火葬遗骨的骨灰翁。其中包括12位皇帝和18位皇后。最近的一次入葬的是在2011年。

## 外部連結
- 官方网站 （页面存档备份，存于）（德语）